# Katieleo Corona
La Katieleo Corona è una struttura geologica della superficie di Venere.